# Tuo Zaafi

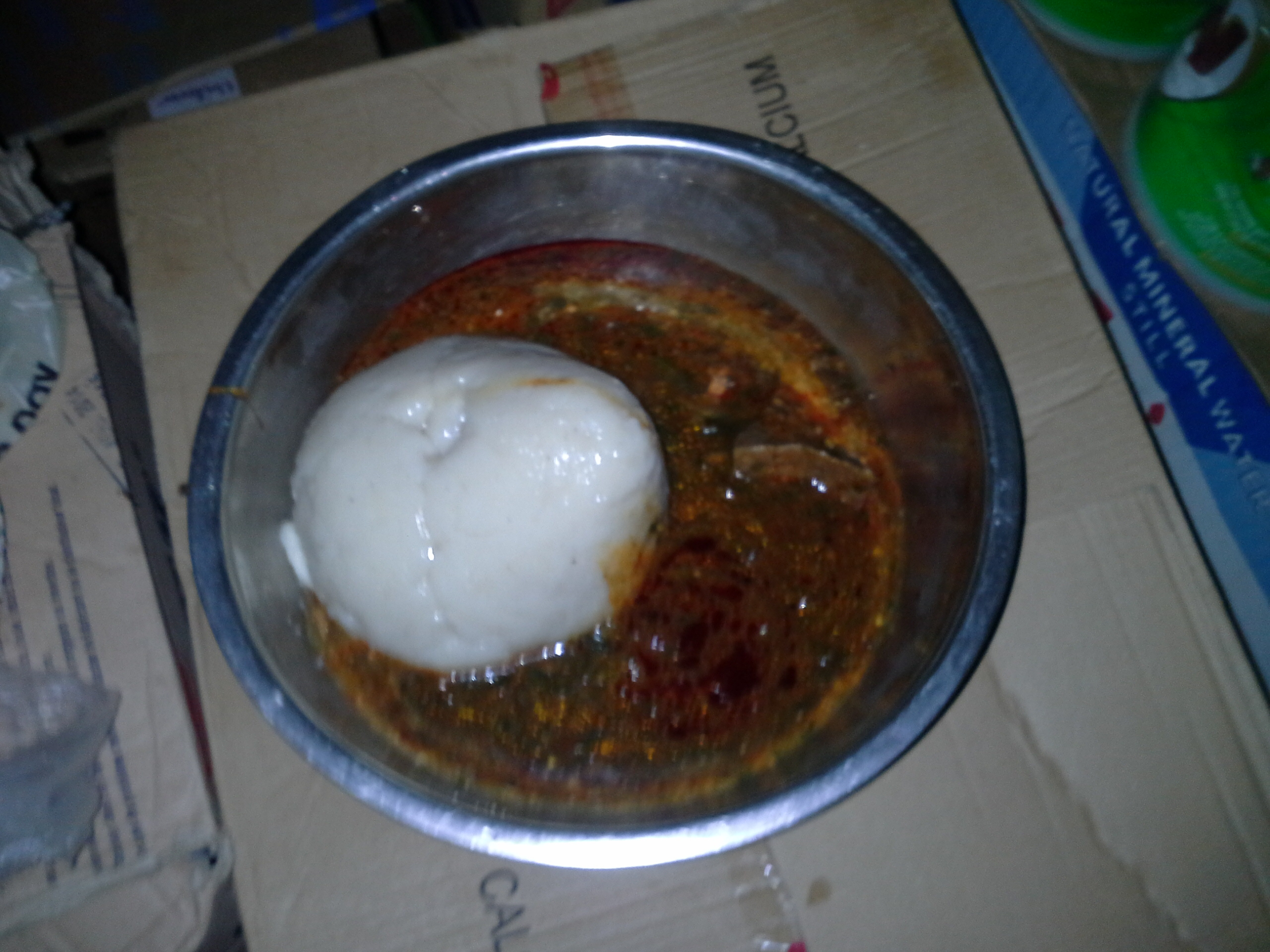
Platillo de tuo zaafi.

Tuo zaafi es uno de los platillos populares básicos de los habitantes de la Región norte en Ghana.

## Ingredientes
El principal ingrediente es masa de maíz cocido con un poco de harina tapioca y agua sin sal.
Por lo general se lo consume con una sopa de vegetales verdes de hojas de Vernonia o a veces hojas frescas de mandioca pisadas.